# Herrarnas terränglopp i mountainbike vid olympiska sommarspelen 2000
Herrarnas terränglopp i mountainbike vid olympiska sommarspelen 2000 ägde rum den 24 september 2000 i Fairfield City Farm.
Mountainbike-loppet är en masstart. Endast ett lopp hålls varefter den som kommer först i mål vinner. Cyklister som blir varvade på banan avslutar det varv de befinner sig på, därefter avbryter de tävlingen.

## Medaljörer
| Event                 | Guld                      | Silver                   | Brons                    |
| Herrarnas terränglopp | Miguel Martinez Frankrike | Filip Meirhaeghe Belgien | Christoph Sauser Schweiz |

## Resultat
| Placering | Ctklist              | Land           | Tid      |
| --------- | -------------------- | -------------- | -------- |
| 1         | Miguel Martinez      | Frankrike      | 02:09:02 |
| 2         | Filip Meirhaeghe     | Belgien        | + 1.03   |
| 3         | Christoph Sauser     | Schweiz        | + 2.18   |
| 4         | José Antonio Hermida | Spanien        | + 2.40   |
| 5         | Lado Fumic           | Tyskland       | + 2.55   |
| 6         | Thomas Frischknecht  | Schweiz        | + 3.39   |
| 7         | Cadel Evans          | Australien     | + 4.29   |
| 8         | Carsten Bresser      | Tyskland       | + 4.34   |
| 9         | Geoff Kabush         | Kanada         | + 4.58   |
| 10        | Paul Rowney          | Australien     | + 5.19   |
| 11        | Bas van Dooren       | Nederländerna  | + 5.34   |
| 12        | Bart Brentjens       | Nederländerna  | + 5.39   |
| 13        | Rob Woods            | Australien     | + 5.39   |
| 14        | Roland Green         | Kanada         | + 6.16   |
| 15        | Roberto Lezaun       | Spanien        | + 6.54   |
| 16        | Marco Bui            | Italien        | + 7.06   |
| 17        | Kashi Leuchs         | Nya Zeeland    | + 7.35   |
| 18        | Ludovic Dubau        | Frankrike      | + 7.46   |
| 19        | Roel Paulissen       | Belgien        | + 7.52   |
| 20        | Pavel Cherkassov     | Ryssland       | + 8.19   |
| 21        | Marek Galinski       | Polen          | + 8.33   |
| 22        | Michael Rasmussen    | Danmark        | + 9.13   |
| 23        | Oli Beckingsale      | Storbritannien | + 9.14   |
| 24        | Ziranda Madrigal     | Mexiko         | + 10.31  |
| 25        | Nick Craig           | Storbritannien | + 10.57  |
| 26        | Mannie Heymans       | Namibia        | + 11.29  |
| 27        | Sergiy Rysenko       | Ukraina        | + 11.37  |
| 28        | Robin Seymour        | Irland         | + 11.37  |
| 29        | Radim Korinek        | Tjeckien       | + 12.06  |
| 30        | Tinker Juarez        | USA            | + 10.57  |
| 31        | Hubert Pallhuber     | Italien        | + 13.53  |
| 32        | Travis Brown         | USA            | + 13.59  |
| 33        | José Adrian Bonilla  | Costa Rica     | + 21.00  |
| 34        | Raita Suzuki         | Japan          | + 1 lap  |
| 35        | Tom Larsen           | Norge          | + 1 lap  |
| 36        | Jesper Agergaard     | Danmark        | + 1 lap  |
| 37        | Primoz Strancar      | Slovenien      | + 1 lap  |
| —         | Woo Kang-Dong        | Sydkorea       | DNF      |
| —         | Ken Muhindi          | Kenya          | DNF      |
| —         | Renato Seabra        | Brasilien      | DNF      |
| —         | Christophe Dupouey   | Frankrike      | DNF      |
| —         | Diego Garavito       | Colombia       | DNF      |
| —         | Ignacio Gili         | Argentina      | DNF      |
| —         | Peter Van Den Abeele | Belgien        | DNF      |
| —         | Patrick Tolhoek      | Nederländerna  | DNF      |
| —         | Rok Drasler          | Slovenien      | DNF      |
| —         | Derek Horton         | Guam           | DNF      |
| —         | Thomas Hochstrasser  | Schweiz        | DNF      |
| —         | Rune Høydahl         | Norge          | DNF      |